# Fritz Thate
Fritz Thate  (* 15. August 1889 in Leipzig; † 14. April 1968 in Goslar) war ein deutscher Maler, Postkarten- und Landschaftsmaler.

## Leben
Thate schuf vor allem Landschaftsbilder und war als Harzmaler bekannt. In den zwanziger Jahren des letzten Jahrhunderts betrieb Thate sein Atelier in Braunschweig. Hier entstanden die wenigen „Nicht-Harzbilder“, wie die Mohnblumen, das einzig bekannte Stillleben, Der Waldweg bei Ölper und das Kornfeld bei Camberg. Viele seiner Werke wurden vom Verlag Hermann A. Wiechmann, München zwischen 1920 und 1930 als Ansichtskarten veröffentlicht, die von Sammlern noch heute geschätzt werden. Charakteristisch für Landschaftsbilder von Thate ist der im Vordergrund, vom unteren Rand bis zur Bildmitte ausgehende leicht gewundene Weg, meist eingerahmt von Bäumen, sowie Lichtreflexe auf dem Boden und im Hintergrund einen Berg.

## Signaturen
Die Bilder sind in fast allen Fällen in der unteren rechten Ecke mit „FThate“ oder nur „Thate“ ohne Datum oder Jahreszahl signiert.

## Werke (Auswahl)
- Ölbilder
  - 1920, Waldweg bei Oelper, Privatbesitz
  - 1920, Kornfeld bei Camberg/Taunus, Privatbesitz
  - 1920, Weserberge bei Höxter, Öl auf Leinwand, 80 × 60 cm, Privatbesitz
  - 1920, Bode, (Flüsschen im Ostharz), Öl auf Leinwand, 80 × 60 cm, Privatbesitz
  - 1928, Sommerwald 1928, Privatbesitz
  - 1930, Schwarzenbach bei Buntenbock, Öl auf Leinwand, 100 × 70 cm, Privatbesitz
  - 1930, Okertal, Öl auf Leinwand, 50 × 40 cm, Privatbesitz
  - 1935, Primariusgraben, (mit Marterturm, Nordhausen), Öl auf Leinwand, 50 × 40 cm, Privatbesitz
  - 1940, Der Flohwinkel in Braunschweig, einzig bekanntes Bild mit Menschen, Privatbesitz
  - Blick auf den Brocken 60 × 51 cm, Nr. 365, Privatbesitz

- Stillleben
  - Mohnblumen, Privatbesitz

- Ansichtskarten
  - Blick auf den Brocken – Ansichtskarte Wiechmann Nr. 365
  - Blick nach Hohegeiss – Ansichtskarte Wiechmann Nr. 3124
  - Luginsland – Ansichtskarte Wiechmann Nr. 3279
  - Brockenblick am Torfhaus im Harz – Wiechmann Nr. 3146
  - Der Waldsee (Am Silberteich) – Ansichtskarte Wiechmann Nr. 3156